# Agustín Orión
Agustín Ignacio Orión (* 26. července 1981 Ramos Mejía, Buenos Aires, Argentina) je argentinský fotbalový brankář a reprezentant, v současnosti hraje za Racing Club.

## Klubová kariéra
V Argentině hrál za San Lorenzo, Boca Juniors a Estudiantes de La Plata.

## Reprezentační kariéra
Agustín Orión debutoval v národním týmu Argentiny 14. září 2011 proti Brazílii.
Trenér Alejandro Sabella jej vzal na Mistrovství světa 2014 v Brazílii společně s dalšími dvěma brankáři Mariano Andújarem a Sergio Romerem (jedničkou byl na turnaji Romero). S týmem získal stříbrné medaile.